# Гимпаци (Дамбовица)
Гимпаци (рум. Ghimpați) насеље је у Румунији у округу Дамбовица у општини Ракари. Oпштина се налази на надморској висини од 132 m.

## Становништво
Према подацима из 2002. године у насељу је живело 869 становника, од којих су сви румунске националности.